# Lucy Jane Bledsoe
Pour les articles homonymes, voir Bledsoe.
Lucy Jane Bledsoe (née le 1er février 1957 à Portland, Oregon, États-Unis,) est une romancière et auteure de science, qui écrit à la fois des livres de fiction et de non-fiction pour enfants et adultes. Elle se concentre sur la littérature LGBT et a reçu plusieurs récompenses pour ses écrits, dont le Stonewall Book Award et cinq fois finaliste du Lambda Literary Award,.

## Biographie
Bledsoe est née dans une grande famille à Portland (Oregon), où elle a grandi,. Bledsoe déclare dans une interview qu'elle a commencé à écrire des histoires quand elle était jeune et qu'elle a toujours voulu devenir écrivain. Elle a été inspirée à écrire par son professeur de lycée,. De 1975 à 1977, Bledsoe fait ses études au Williams College. Elle obtient un B.A. de l'Université de Berkeley, en 1979.

## Carrière et distinctions
Bledsoe écrit à la fois de la fiction et de la non-fiction, bien que la fiction contemporaine est le plus intéressant à écrire, car elle aller à la « découverte de [son] imagination »,. Elle dit que ses œuvres sont influencées par de nombreux auteurs, parmi lesquels James Baldwin, Willa Cather, Adrienne Rich et Barbara Kingsolver. Alors que ses écrits sont principalement axées sur la littérature LGBT, Bledsoe écrit également sur les relations familiales et les aventures dans la nature.
En 1985, elle reçoit le PEN Syndicated Fiction Award,. En 1995, Bledsoe publié Sweat: Stories and a Novella, qui la place pour la première fois dans les finalistes du Lambda Literary Award catégorie Fiction Lesbienne. En 1997, elle écrit son premier roman pour adultes Working Parts, pour lequel elle reçoit en 1998 le Stonewall Book Award, le prix Gay/Lesbiennes/Bisexuelles de l'American Library Association.
En 1998, Lesbian Travels: A Literary Companion, Whereabout Books, qu'elle publie en tant que directrice de rédaction, lui vaut une deuxième sélection parmi les finalistes du Lambda Literary Award, cette fois dans la catégorie Anthologies/Non-Fiction. En 2002, Bledsoe a reçu une bourse du Conseil des Arts de Californie en littérature.
Son livre pour enfant, Hoop Girlz, publié en 2002, qui raconte l'histoire d'une petite fille de dix ans qui adore jouer au basketball mais après avoir été rejetée d'un camp de basketball, elle décide de former sa propre équipe. Hoop Girlz est sélectionnée dans le Top 10 des Meilleurs Livres de Sports pour les Jeunes de Booklist et figure parmi la Core Collection: Sports Fiction for Girls,. Son deuxième titre de finaliste pour le  Lambda Literary Award, catégorie Fiction Lesbiennes (le troisième toutes catégories confondues) est 2003 avec la publication de son deuxième roman pour adultes, This Wild Silence.
Bledsoe a traversé l'Antarctique à trois reprises et écrit trois livres sur celle-ci, How to Survive in Antartica, The Ice Cave: A Woman's Adventures from the Mojave to the Antarctic et The Big Bang Symphony. Son roman le plus récent Biting the Apple est publié en 2007 et est un des finalistes du 20e Lambda Literary Awards dans la catégorie Women's fiction.
Outre l'écriture, Bledsoe écrit des programmes de sciences et des scripts de CD-ROM pour le National Geographic et plusieurs autres organismes d'enseignement, par exemple, la George Lucas Educational Foundation. De 1997 à 2003, elle enseigne l'écriture créative en master à l'Université de San Francisco. Bledsoe contribue à plusieurs magazines, y compris le Newsday, Conditions, Ms., Fiction International, et Frontiers.
Ses livres ont été traduits en japonais, en chinois, espagnol, allemand et néerlandais. Elle a reçu deux bourses de la National Science Foundation pour les artistes et écrivains en Antarctique,.

## Critiques
Bledsoe est critiquée pour un travail prétendument scientifique mais inexact dans des manuels scolaires Fearon's Biology en particulier pour la phrase « minuscules taches vertes » pour décrire l'origine de la vie sur Terre.
Son roman, A Thin Bright Line est encensé par Kirkus Reviews comme un roman qui « fusionne la réalité et la fiction pour créer un niveau historiquement exact des difficultés rencontrées par les personnes LGBT dans les années 1950 et 1960 ; le placard  nécessaire pour l'avancement professionnel ; et comment la Guerre Froide a noyauté la science pure et la recherche au profit de l'industrie de la défense. Un émouvante et profonde histoire. » et par le New York Times Book Review qui dit qu'il « triomphe comme une évocation intime et humaine de la vie au jour le jour dans des circonstances inhumaines ».

## Ouvrages

### Comme directrice de publication
- Goddesses We Ain't: Tenderloin Women Writers, Freedom Voices Publications 1992.
- Let the Spirit Flow: Writings on Communications and Freedom 1994.
- Heatwave: Women in Love and Lust (anthology) 1995.
- Leaping Fifty Stories High 1995.
- Lesbian Travels: A Literary Companion, Whereabout Books 1998.
- Gay Travels: A Literary Companion, Whereabouts Press 1998.

### Comme autrice
- Sweat: Stories and a Novella 1995.
- Working Parts (novel) 1997.
- This Wild Silence (novel) 2003.
- The Ice Cave: A Woman's Adventures from the Mojave to the Antarctic (nonfiction) 2006.
- Biting the Apple (Anthologies) 2007.
- The Big Bang Symphony (novel) 2010.
- A Thin Bright Line (novel) 2016.
- The Evolution of Love (novel) forthcoming, 2018.

### Livres pour enfants
- Fearon's Biology 1994.
- The Big Bike Race 1995.
- Tracks in the Snow 1997.
- Cougar Canyon 2001.
- Hoop Girlz, 2002.
- The Antarctic Scoop 2003.
- How to Survive in Antarctica (nonfiction) 2005.